# 大和號風帆戰船
大和號風帆戰船（やまと）是葛城型風帆戰船的二號艦，為一艘3船桅汽帆兼用的鐵骨木皮帆船。由神戶小野濱造船所建造，是日本海軍最初由民間建造的船隻。明治16年（1883年）2月23日動工，明治18年（1885年）5月1日下水，明治20年（1887年）11月6日竣工。艦名是以奈良縣的古名大和國命名。初代艦長是東鄉平八郎大佐。
最初被稱呼為巡洋艦，在日清戰爭（甲午戰爭）時，與僚艦活躍於威海衛百尺崖攻撃及劉公島砲台的砲撃。明治31年（1898年）3月21日，改類別成三等海防艦，日俄戰爭以第三艦隊的一員參戰。大正元年（1912年）8月28日，由於等級修改三等海防艦廢除，因而變更艦種成為二等海防艦。
並且，在大正11年（1922年）8月28日，與姉妹艦武藏共同成為特務艦（測量艦）。在海防艦時代後期主要長時期從事測量任務，期間更發現日本海中央部的大和堆。昭和10年（1936年）4月1日除籍。
其後，交由司法省所管理，並在浦賀港内繋留，成為少年刑務所的宿泊船。太平洋战争中，因需要拆卸而向橫濱返航，在戰敗1個月後的昭和20年（1945年）9月18日、因颱風而在鶴見川河口沈没。最終在昭和25年（1950年）解體。

## 新造時要目
- 常備排水量：1480噸
- 長：61.4米
- 闊：10.7米
- 吃水：4.6米
- 主機：横置還動式2氣筒連成往復式蒸氣引擎1座、1軸
- 主鍋爐：圓鍋爐（石炭專燒）6座
- 出力：1600馬力
- 速力：13節
- 燃料搭載量：石炭150噸
- 兵装：17厘米單装砲2座、12厘米單装裝砲2座、7.5厘米單装裝砲1座、25厘米四連裝機砲4座、11厘米三連裝機砲2座
- 乘員數：230名

## 關連項目
- 大和號戰艦